# Machilus ichangensis
Machilus ichangensis là loài thực vật có hoa trong họ Nguyệt quế. Loài này được Rehder & E.H. Wilson miêu tả khoa học đầu tiên năm 1916.